# مارغريت فيسر
مارغريت فيسر (بالإنجليزية: Margaret Visser)‏ هي كاتِبة جنوب أفريقية، ولدت في 11 مايو 1940.

## وصلات خارجية
- مارغريت فيسر على موقع ميوزك برينز (الإنجليزية)